# 雷加塔吉克冶鋁廠足球會
雷加塔吉克冶鋁廠足球會（普什圖語：‎） 是一支位于塔吉克斯坦城市圖爾孫扎德的足球俱乐部，球队属于塔吉克斯坦顶级联赛球队，是联赛中的强队，球队取得了2005年亚洲足协会长杯的冠军头衔。
俱乐部由雷戈尔塔吉克铝冶炼厂（Regar-TadAZ ）命名。

## 球队荣誉
- 塔吉克斯坦足球聯賽: 5次

2001, 2002, 2003, 2004, 2006
- 塔吉克斯坦盃: 3次

2001, 2005, 2006
- 亞足聯主席盃: 1

2005